# Madame X: Music from the Theatre Xperience
Madame X: Music from the Theater Xperience es el sexto álbum en vivo de la cantante estadounidense Madonna, publicado originalmente el 8 de octubre de 2021 por la compañía discográfica Warner Records a través de todas las plataformas digitales, con la intención de servir de acompañamiento al documental homónimo del concierto. El álbum contiene las pistas musicales de todas las actuaciones aparecidas en el metraje y supone el primer lanzamiento de Madonna con Warner desde Sticky & Sweet Tour (2010).
El 11 de agosto de 2023, los medios de comunicación anunciaron el lanzamiento por primera vez del disco en formato vinilo, el cual se hizo oficial cinco más tarde en el cumpleaños de la cantante. El formato físico tuvo una edición estándar, presentada en vinilo negro, y una edición limitada, picture disc, con un diseño alternativo. Como añadido, la versión física incluyó dos temas con lo que no contaba su contrapartida digital: «Crave» y una versión del tema de Cesária Évora, «Sodade».

## Recepción
En términos generales, Madame X: Music from the Theater Xperience obtuvo reseñas positivas de los críticos musicales. Peter Piatkowski de PopMatters comentó que el álbum «captura a Madonna en su forma más Madonna», y agregó: «Es ridículo, maravilloso y fantástico. Es Madonna». También Sebas E. Alonso de Jenesaispop elogió el sonido a directo del trabajo discográfico: «A diferencia de las inescuchables últimas giras, ultraeditadas en post-producción, el directo de ‘Madame X’ sí puede ser un buen recurrente». Según el portal RetroPop, el lanzamiento captura a la perfección la esencia del Madame X Tour.
Comercialmente, el álbum se clasificó entre los discos más vendidos en países como Reino Unido y Estados Unidos, así como en la lista oficial de ventas de España, Promusicae. En Francia, debutó fuera del top 200, concretamente en la posición 212, con tan solo 516 unidades vendidas. En 2023, trascurrido un periodo de casi dos años desde su lanzamiento original, alcanzó el puesto 90 en la lista gracias a su lanzamiento en formato físico.

## Lista de canciones
| Madame X: Music from the Theater Xperience |                                            | |          |  |
| N.º                                        | Título                                     | Escritor(es) | Duración |  |
| 1.                                         | «Intro»                                    | Madonna, Dave Hall, Shawn McKenzie, Kevin McKenzie, Michael Deering, Mirwais Ahmadzaï, Jason Evigan, Brittany Hazzard | 1:38     |  |
| 2.                                         | «God Control»                              | Madonna, Ahmadzaï, Casey Spooner                                                                                      | 5:59     |  |
| 3.                                         | «Dark Ballet»                              | Madonna, Ahmadzaï | 4:33     |  |
| 4.                                         | «Human Nature»                             | Madonna, Hall, S. McKenzie, K. McKenzie y Deering                                                                     | 7:03     |  |
| 5.                                         | «Vogue»                                    | Madonna, Shep Pettibone                                                                                               | 4:11     |  |
| 6.                                         | «I Don't Search, I Find»                   | Madonna, Ahmadzaï | 4:45     |  |
| 7.                                         | «American Life»                            | Madonna, Ahmadzaï | 4:18     |  |
| 8.                                         | «Batuka»                                   | Madonna, Ahmadzaï, David Banda                                                                                        | 6:17     |  |
| 9.                                         | «Fado Pechincha» (featuring Gaspar Varela) | João Barnabé de Noronha                                                                                               | 1:41     |  |
| 10.                                        | «Killers Who Are Partying»                 | Madonna, Ahmadzaï | 4:34     |  |
| 11.                                        | «Crazy»                                    | Madonna, Evigan, Hazzard, Mike Dean                                                                                   | 4:48     |  |
| 12.                                        | «Welcome to My Fado Club»                  | Madonna, Patrick Leonard, Bruce Gaitsch                                                                               | 1:52     |  |
| 13.                                        | «Medellín»                                 | Madonna, Ahmadzaï, Juan Luis Londoño, Edgar Barrera                                                                   | 6:32     |  |
| 14.                                        | «Extreme Occident»                         | Madonna, Ahmadzaï | 3:45     |  |
| 15.                                        | «Breathwork»                               | Madonna, Pettibone | 3:21     |  |
| 16.                                        | «Frozen»                                   | Madonna, Leonard | 6:17     |  |
| 17.                                        | «Come Alive»                               | Madonna, Jeff Bhasker, Hazzard, Dean                                                                                  | 5:34     |  |
| 18.                                        | «Future»                                   | Madonna, Thomas Pentz, Hazzard, Clément Picard, Maxine Picard, Quavious Marshall                                      | 4:00     |  |
| 19.                                        | «Like a Prayer»                            | Madonna, Leonard | 5:09     |  |
| 20.                                        | «I Rise»                                   | Madonna | 6:19     |  |

| Pistas adicionales del formato vinilo |          |                                      |          |  |
| N.º                                   | Título   | Escritor(es)                         | Duración |  |
| 21.                                   | «Sodade» | Armando Zeferino Soares              |          |  |
| 22.                                   | «Crave»  | Madonna, Khalif Brown, Hazzard, Dean |          |  |

Notas adicionales
- La canción de apertura «Intro» consiste en el «Madame X Manifesto» interpretado sobre «I Don't Search I Find» (Honey Dijon Remix). También incluye un segmento del discurso de Madonna en la gala Women in Music de 2016.
- «Human Nature» contiene una versión a capela de «Express Yourself», así como un discurso junto con sus hijas Estere, Stella y Mercy James.
- «Welcome to My Fado Club» contiene elementos de «La Isla Bonita», «Medellín» y «Sodade».
- «Future» contiene una segunda estrofa inédita en solitario.

## Posicionamiento en listas
| \| País (Lista 2021-2023) \| Mejor posición \| \| --------------------------------------------- \| -------------- \| \| Alemania (Offizielle Top 100)[12] \| 8 \| \| Australia (ARIA)[13] \| 14 \| \| Croacia[14] \| 1 \| \| Escocia (Scottish Albums Chart)[15] \| 14 \| \| España (PROMUSICAE)[9] \| 67 \| \| Estados Unidos (Top _Current Album Sales)[16] \| 58 \| \| Francia (SNEP)[11] \| 90 \| \| Portugal (AFP)[17] \| 24 \| \| Reino Unido (UK Albums Sales)[18] \| 48 \| \| Reino Unido (UK Albums Downloads)[19] \| 5 \| |                |
| País (Lista 2021-2023) | Mejor posición |
| Alemania (Offizielle Top 100) | 8              |
| Australia (ARIA) | 14             |
| Croacia | 1              |
| Escocia (Scottish Albums Chart) | 14             |
| España (PROMUSICAE) | 67             |
| Estados Unidos (Top _Current Album Sales) | 58             |
| Francia (SNEP) | 90             |
| Portugal (AFP) | 24             |
| Reino Unido (UK Albums Sales) | 48             |
| Reino Unido (UK Albums Downloads) | 5              |